# Setaria liebmannii
Setaria liebmannii  est une espèce de plantes monocotylédones de la famille des Poaceae (graminées), présent dans toutes les régions tempérées et tropicales du monde.
Espèce
Synonymes
- Chaetochloa liebmannii (E.Fourn.) Scribn. & Merr.[1]
- Chamaeraphis caudata var. pauciflora Beal[1]
- Panicum dissitiflorum Steud.[1]
- Panicum rariflorum Steud.[1]
- Setaria rariflora J.Presl[1]

## Liste des variétés
Selon Tropicos (2 janvier 2018) :
- variété Setaria liebmannii var. liebmannii